# St. Marie (Wisconsin)
St. Marie es un pueblo ubicado en el condado de Green Lake en el estado estadounidense de Wisconsin. En el Censo de 2010 tenía una población de 351 habitantes y una densidad poblacional de 4,01 personas por km².

## Geografía
St. Marie se encuentra ubicado en las coordenadas 43°53′43″N 89°5′3″O / 43.89528, -89.08417. Según la Oficina del Censo de los Estados Unidos, St. Marie tiene una superficie total de 87.54 km², de la cual 84.4 km² corresponden a tierra firme y (3.59%) 3.14 km² es agua.

## Demografía
Según el censo de 2010, había 351 personas residiendo en St. Marie. La densidad de población era de 4,01 hab./km². De los 351 habitantes, St. Marie estaba compuesto por el 99.72% blancos, el 0% eran afroamericanos, el 0.28% eran amerindios, el 0% eran asiáticos, el 0% eran isleños del Pacífico, el 0% eran de otras razas y el 0% pertenecían a dos o más razas. Del total de la población el 0.28% eran hispanos o latinos de cualquier raza.